# Richard Abbott (actor)
Richard Abbott (22 de mayo de 1899-18 de junio de 1986) fue un actor cinematográfico y televisivo de origen belga.

## Biografía
Nacido en Amberes, Bélgica, su verdadero nombre era 
Seamon Vandenberg. 
Desarrolló su carrera en los Estados Unidos, y estuvo casado con la actriz estadounidense Sara Haden, así como con Virginia Biaggi.
Richard Abbott falleció en la ciudad de Nueva York en 1986. Fue enterrado en el Cementerio Kensico, en Valhalla, Nueva York.

## Selección de su filmografía
- 1970 - The Last Escape
- 1969 - Kamasutra - Vollendung der Liebe
- 1958 - Harbormaster (temporada 1, episodio 18)
- 1958 - Decoy (temporada 1, episodio 14)
- 1955 - The United States Steel Hour (temporada 3, episodio 3)
- 1953 - You Are There (temporada 2, episodio 14)
- 1947 - Monsieur Verdoux